# 1994年11月3日日食
1994年11月3日日食是一次日全食，發生於1994年11月3日。新月當天（即朔日），地球上觀測到月球和太阳的角距離極小，此時月球如果恰好在月球交點附近，穿過太阳和地球之間，與地球、太阳接近一直線，則會出現日食。月球本影接觸地表而使該區域完全得不到陽光，就會形成日全食，同時在本影兩側數千公里的半影範圍內遮擋部分陽光，形成日偏食。此次日全食經過了秘鲁、智利、玻利維亞、阿根廷、巴拉圭、巴西和特里斯坦-达库尼亚的戈夫岛，日偏食則覆蓋了拉丁美洲大部、非洲南部和周邊部分地區。

## 日食概況

### 出現區域
太平洋東部、科隆群岛西南約980公里的洋面在日出時最先看到日全食。隨後本影向東偏南移動，在秘鲁南部沿海登上南美洲，斜貫該洲中南部後在巴西南部沿海進入南大西洋，在巴西東南約1500公里處的洋面達到最大食分。此後本影劃過南大西洋，途中覆蓋了隸屬英國海外領土特里斯坦-达库尼亚、1995年被評為世界遗产的戈夫岛，又從南非以南的海域進入印度洋，逐漸轉向東偏北方向移動，最終在日落時分結束於马达加斯加島以南約720公里處的洋面。其中，巴拉圭亞松森處於全食帶南緣，市區東北部能看見全食，是此次全食帶涉及的唯一首都。而世界三大瀑布之一的伊瓜蘇瀑布被本影完全覆蓋。
月球本影經過的陸地包括：
- 秘魯：伊卡大區南部、阿亞庫喬大區西南部、阿雷基帕大區西部和南部、莫克瓜大區中南部、塔克納大區除北端外的大部、普諾大區最南端；
- 智利：阿里卡和帕里納科塔大區除西南部外的大部、塔拉帕卡大區東北部；
- 玻利维亚：拉巴斯省西南部、奧魯羅省除東北部外的大部、波托西省中部偏北、丘基萨卡省中南部、塔里哈省除西南部外的大部、聖克魯斯省西南角；
- 阿根廷：第一次入境擦過萨尔塔省東北角、福爾摩沙省西北角，第二次擦過福爾摩沙省東北角，第三次覆蓋了米西奧內斯省北半部；
- 巴拉圭：博克龍省中南部、阿耶斯總統省中南部、康塞普西翁省西南極小一角、聖佩德羅省中南部、首都區中北部、中央省北部、科迪勒拉省、巴拉瓜里省北部、卡寧德尤省西南部、卡瓜蘇省除東北角外的絕大部分、瓜伊拉省除西南部外的大部、卡薩帕省東北半部、上巴拉那省除北部外的大部、伊塔普阿省東北部；
- 巴西：巴拉那州西南部、圣卡塔琳娜州西部和南部、南里奧格蘭德州東北部；
- 聖赫勒拿：戈夫岛。[3][4]

除了狹窄的全食帶內能看見日全食之外，月球半影覆蓋範圍內都能看到日偏食，包括墨西哥東南部及其東南的北美大陸、開曼群島、牙买加、伊斯帕尼奥拉岛南部一小片沿海區域、向風群島南部、整個南美洲、包括復活節島和科隆群岛在內的太平洋東南部、大西洋中南部、中部非洲南部、南部非洲、东非南部、南极洲靠近大西洋的約三分之一區域。

此次日全食過程中月影在地表移動的動畫

### 基本參數
- 類型：日全食
- 食甚中心處（位於巴西東南約1500公里處的大西洋西南部）資料：
  - 時間：1994年11月3日13:39:05.4
  - 地點：35°21.1′S 34°13.1′W / 35.3517°S 34.2183°W
  - 食分：1.0535（全食帶內最大）
  - 日全食持續時間：4分23.3秒

## 觀測
傑·珀薩喬夫教授率領的美国威廉姆斯学院觀測隊在智利普特雷附近的一處軍事基地觀測了日全食，當地位於亞他加馬沙漠之中。觀測隊拍攝了日冕照片，並測量了日冕的亮度。日本和韩国的觀測隊也在附近做了觀測。俄羅斯科學院派出的觀測隊在巴西克里西烏馬觀測了日全食，拍攝了日冕的偏振光圖像並提出了日冕射線結構的重構方案。

## 相關的日食

### 1993-1996年的日食
月球交替位於相對的月球交點時，以半個交點年（食年），即約177天又4小時間隔出現下列日食。
| 降交點   | 降交點                   |                          | 升交點                    | 升交點 |
| 沙羅週期 | 地圖                     | 沙羅週期                 | 地圖                      |        |
| 118      | 1993年5月21日 偏食（北） | 123                      | 1993年11月13日 偏食（南） |        |
| 128      | 1994年5月10日 環食       | 133                      | 1994年11月3日 全食        |        |
| 138      | 1995年4月29日 環食       | 143 印度敦德洛德的日全食 | 1995年10月24日 全食       |        |
| 148      | 1996年4月17日 偏食（南） | 153                      | 1996年10月12日 偏食（北） |        |

### 沙羅周期
沙羅週期長度為18年11天。本次日食屬於沙羅週期133，共包含72次日食，依次為1219年7月13日至1417年11月8日的12次日偏食、1435年11月20日至1526年1月13日的6次日環食、1544年1月24日的1次全環食（亦稱混合食）、1562年2月3日至2373年6月21日的46次日全食、2391年7月3日至2499年9月5日的7次日偏食，總共歷時1280.14年。其中最長的全食發生於1850年8月7日，共持續了6分50秒。
下表列舉了1901年至2100年間發生的屬於該周期的日食，是第39至49次：
| 39             | 40             | 41            |
| -------------- | -------------- | ------------- |
| 1904年9月9日   | 1922年9月21日  | 1940年10月1日 |
| 42             | 43             | 44            |
| 1958年10月12日 | 1976年10月23日 | 1994年11月3日 |
| 45             | 46             | 47            |
| 2012年11月13日 | 2030年11月25日 | 2048年12月5日 |
| 48             | 49             |               |
| 2066年12月17日 | 2084年12月27日 |               |

## 資料來源
1. ↑  樊忠玉. . 中国天文科普网.   [2016-01-25]. （原始内容存档于2014-09-17）.
2. 1 2  Fred Espenak. . NASA Eclipse Web Site.   [2016-01-25]. （原始内容存档于2020-11-06）.（英文）
3. ↑  Fred Espenak. . NASA Eclipse Web Site.   [2016-01-25]. （原始内容存档于2020-10-23）.（英文）
4. ↑  Xavier M. Jubier. .   [2016-01-25]. （原始内容存档于2019-09-01）.（法文）（英文）
5. ↑  Fred Espenak. . NASA Eclipse Web Site.   [2016-01-25]. （原始内容存档于2008-08-29）.（英文）
6. ↑  . Williams College.   [2016-01-28]. （原始内容存档于2019-09-01）.（英文）
7. ↑  . IZMIRAN.   [2016-01-28]. （原始内容存档于2020-11-22）.（英文）
8. ↑  Fred Espenak. . NASA Eclipse Web Site.（英文）

## 外部連結
- NASA日食專頁（页面存档备份，存于）（英文）
- 可見區域圖和時間統計：由弗雷德·埃斯佩纳克做出的日食預報，NASA/GSFC
  - Google互動地圖呈現的日食範圍
  - 貝塞爾元素
- Google地圖顯示的日全食和日偏食範圍（页面存档备份，存于）（法文）（英文）

圖片：
- 1954-2008年歷次日全食的日冕（页面存档备份，存于），本次拍攝於玻利維亞奧魯羅省阿瓦罗亚县塞瓦魯沃（Sevaruyo）（法文）（英文）
- 智利和巴西的照片（页面存档备份，存于）（英文）
- 玻利維亞的照片（页面存档备份，存于）（英文）
- 智利薩帕維拉（Zapahuira）的日全食（页面存档备份，存于）（英文）

| \| \| 日食 \|                             |                              |                                           |
| 上一次日食： 1994年5月10日日食 （日環食） | 1994年11月3日日食 （日全食） | 下一次日食： 1995年4月29日日食 （日環食） |
| 上一次日全食： 1992年6月30日日食          | 1994年11月3日日食 （日全食） | 下一次日全食： 1995年10月24日日食         |
|                                           | 日食                         |                                           |